# Alaçayır
Alaçayır ist ein Dorf im Landkreis Şarkışla der türkischen Provinz Sivas. Alaçayır liegt etwa 92 km südwestlich der Provinzhauptstadt Sivas und 30 km nordwestlich von Şarkışla. Die Bevölkerung besteht hauptsächlich aus Aleviten, daneben gibt es noch Tschetschenen im Dorf.